# نیه‌میردوم
نیهمردم (به هلندی: Nijemirdum) یک منطقهٔ مسکونی در هلند است که در Gaasterlân-Sleat واقع شده‌است. نیهمردم ۵۵۵ نفر جمعیت دارد.